# Пірокумулятивні хмари
Пірокумулятивні хмари (Pyrocumulus) — щільні купчасті або купчасто-дощові хмари, які утворюються при пожежі чи виверженні вулкану. Може виробляти суху блискавку. Пірокумулятивні хмари можуть мати місце в поєднанні з вогняною бурею, проте, одне явище може відбуватися без іншого.

## Формування

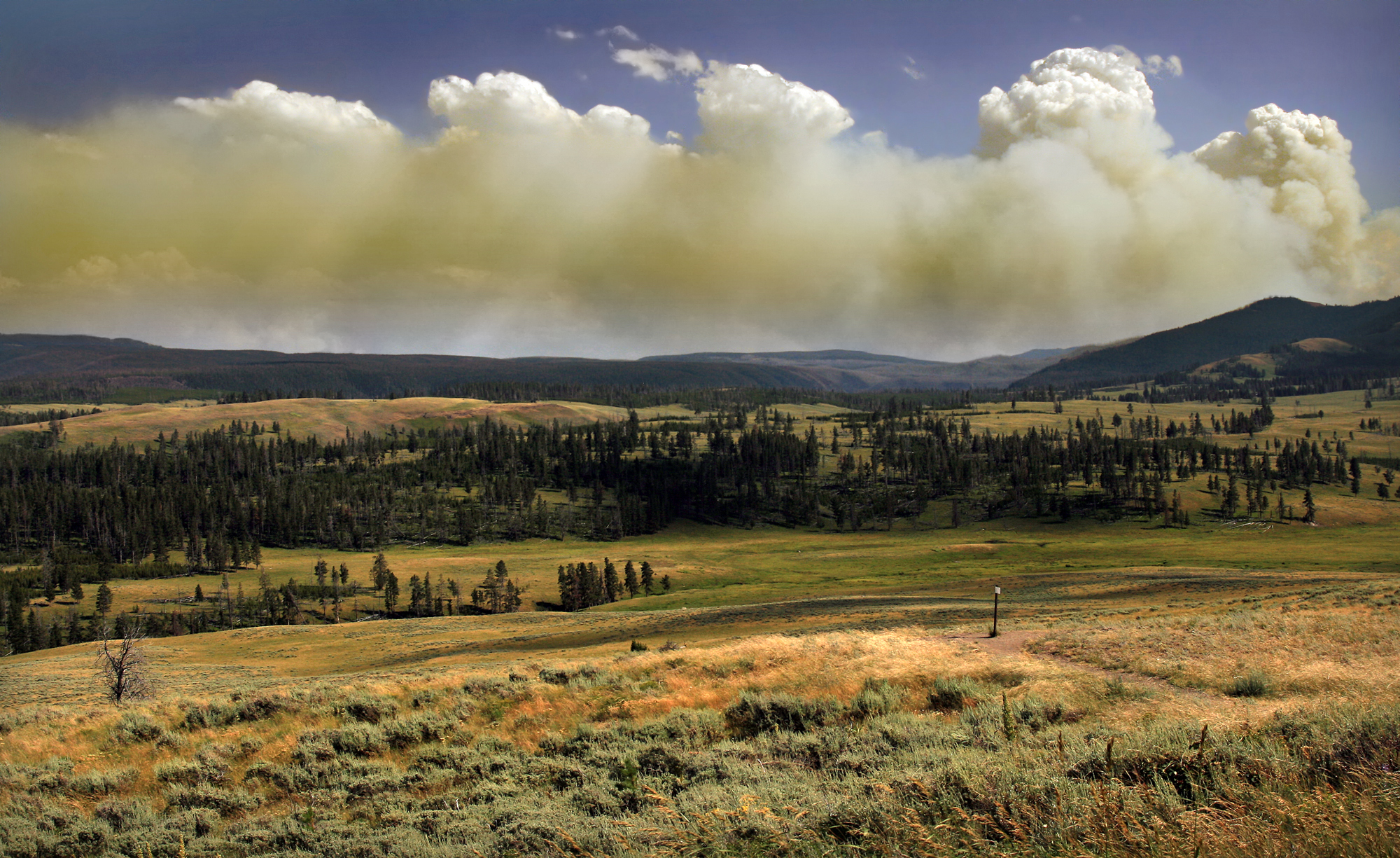
Лісова пожежа в національному парку Йеллоустоун формує пірокумулятивні хмари

Пірокумулятивні хмари утворюються при інтенсивному нагріві приповерхневого повітря. Сильна спека викликає конвекцію, яка піднімає великі маси повітря, як правило, в присутності вологи. При підйомі, температура гарячого вологого повітря падає до точки роси, що спричиняє утворення пірокумулятивних хмар. Можуть сформуватися під час вивержень вулканів, лісових пожежах, а іноді й під час промислової діяльності. Пірокумулятивні хмари також формуються при вибусі ядерної бомби в атмосфері, і мають форму гриба, який зроблений за тим же механізмом. Конденсація вологи навколишнього середовища (вологи, яка вже присутня в атмосфері), а також випарованої вологи з обпаленої рослинності або вулканічної дегазації, легко відбувається на частинках золи.
В пірокумулятивних хмарах існує сильна турбулентність, проявляється як сильні пориви на поверхні, які може посилити велика пожежа. Велика хмара, особливо та, яка пов'язана з виверженням вулкану, може також викликати блискавку. Пірокумулятивна хмара, яка виробляє блискавки, є купчасто-дощовою хмарою, і називається pyrocumulonimbus. Всесвітня метеорологічна організація не визнає pyrocumulus або pyrocumulonimbus, як хмари окремих типів, а класифікує їх, відповідно, як купчасті і купчасто-дощові хмари.

## Зовнішній вигляд
Пірокумулятивні хмари мають часто сірувато-коричневий колір, через наявність в них попелу і диму, пов'язаного з вогнем. Вони також мають тенденцію до розширення, тому що попіл бере участь у формуванні хмари, збільшуючи кількість ядер конденсації. Це створює проблему, оскільки хмара може викликати грозу, з якої блискавка може почати ще одну пожежу.